# Klaus Eberhard
Klaus Eberhard (ur. 4 kwietnia 1956 w Baden) – austriacki narciarz alpejski. Zajął 19. miejsce w zjeździe na igrzyskach w Innsbrucku w 1976 r. Nie startował na mistrzostwach świata. Najlepsze wyniki w Pucharze Świata osiągnął w sezonie 1975/1976, kiedy to zajął 19. miejsce w klasyfikacji generalnej, a w klasyfikacji zjazdu był szósty.

## Sukcesy

### Puchar Świata

#### Miejsca w klasyfikacji generalnej
- 1974/1975 – 58.
- 1975/1976 – 19.
- 1977/1978 – 30.

#### Miejsca na podium
1. Schladming – 20 grudnia 1975 (zjazd) – 2. miejsce